# رودیک قوکاسیان
رودیک هراچیکی قوکاسیان (ارمنی: Ռուդիկ Հրաչիկի Ղուկասյան؛ زادهٔ ۱۰ نوامبر ۱۹۴۹) یک سیاستمدار اهل ارمنستان است که از تاریخ ۱۹۹۷ تا تاریخ ۱۹۹۹ سمت استاندار استان گغارکونیک را برعهده داشت. پیشتر از تاریخ ۱۹۹۰ تا تاریخ ۱۹۹۶ سمت نمایندگی دوره‌های اول شورای عالی جمهوری ارمنستان و اول مجلس ملی جمهوری ارمنستان را برعهده داشت.

## زندگی‌نامه
در ۱۰ نوامبر ۱۹۴۹ در سوان به دنیا آمد 

## یادداشت
1. ↑  Սևանի քաղաքապետ
2. ↑  Սարգիս Մուրադյան
3. ↑  ՀՀ Գեղարքունիքի մարզպետ